# Институт православных исследований
Институ́т правосла́вных христиа́нских иссле́дований (англ. Institute for Orthodox Christian Studies, сокращённо IOCS) — богословский колледж в Кембридже, Англия. Работает в сотрудничестве с Кембриджским университетом и Английским университетом Раскина, его студенты получают степени этих университетов. Является единственным православным учебным заведением высшего образования в Великобритании. Институт является полноправным членом Кембриджской теологической федерации. Основан в 1999 году с благословения всех канонических православных иерархов в Великобритании. Не является подразделением какой-либо поместной православной церкви, считает себя всеправославным.

## История
Идея создания православного института была высказана Митрополитом Сурожским Антонием (Блумом), после того как он был удостоен звания почётного доктора Кембриджского университета в 1996 году. Для воплощения в жизнь данной идеи была создана рабочая группа под председательством епископа Василия (Осборна).
Институт православных исследований был основан в 1999 году в качестве зарегистрированной благотворительной организации и компании с ограниченной ответственностью. В том же году новое учебное заведение стало членом Кембриджской теологической федерации и приняло первых студентов. Институт расположился в съёмных помещениях в Уэсли-Хаус, методистском богословском колледже на Джисез-Лэйн, Кэмбридж.
Заявленная целью Института православных исследований, изложенная в меморандуме и Уставе — «продвижение религиозного и богословского образования, особенно членов Православной Церкви». Среди лекторов Института (в том числе приглашённых) — такие известные православные богословы, как митрополит Диоклийский Каллист (Уэр), митрополит Пергамский Иоанн (Зизиулас), протопресвитер Фома Хопко, иерей и профессор Эндрю Лаут, архимандрит Ефрем (Лэш), архимандриты Симеон (Брюшвайлер), Захария (Захариу) и митрополит Антоний Сурожский.
В 2012 году Православная епископская ассамблея Великобритании и Ирландии признала, утвердила и благословила Институт православных исследований в качестве учебного центра и назначила одного из своих епископов, митрополита Каллиста (Уэра), первым президентом института.
7 февраля 2013 года институт приобрёл собственное помещение, именуемое Палама-Хаус, на Честертон хай-стрит в Кембридже.

## Организация и управление
Институт православных исследований управляется советом директоров с участием представителей различных поместных православных церквей, представленных в Великобритании. Институт православных исследований позиционирует себя как всеправославный, он связан с крупным международным университетом, в него входят как миряне, так и священнослужители.
Многие известные и неординарные люди были вовлечены в работу Института православных христианских исследований на различных этапах его развития. Особое место среди них занимает отец Иоанн Джиллионс, нынешний директор, профессор Дэвид Фрост, академический директор, доктор Маркус Плестед, директор дистанционного обучения, доктор Константинос Афанасопулос, сотрудник Высшей академии образования Соединенного Королевства, и другие.
Институт предлагает множество онлайн-ресурсов через доступный видеоканал в интернете, куда включаются интервью и лекции таких членов научного сообщества, как профессор Тристрам Энгельгардт и священник Иоанн Брек. Там же публикуются архиерейские службы, концерты и информация других мероприятий. Все ресурсы доступны через созданный на базе института портал дистанционного обучения